# Черново (Крым)
Черно́во (до 1948 года Фрайдорф; укр. Чернове, крымскотат. Çernovo, Черново) — село в Первомайском районе Республики Крым, административный центр Черновского сельского поселения (согласно административно-территориальному делению Украины — Черновского сельского совета Автономной Республики Крым).

## Население
| 2001 | 2014 |
| ---- | ---- |
| 892  | ↘843 |

Всеукраинская перепись 2001 года показала следующее распределение по носителям языка
| Язык             | Процент |
| ---------------- | ------- |
| русский          | 38.57   |
| украинский       | 23.32   |
| крымскотатарский | 15.25   |
| другие           | 0.34    |

### Динамика численности
- 1989 год — 993 чел.[9]
- 2001 год — 892 чел.
- 2009 год — 730 чел.[10]
- 2014 год — 843 чел.[11]

## Современное состояние
На 2016 год в Черново числится 14 улиц; на 2009 год, по данным сельсовета, село занимало площадь 144,8 гектара, на которой в 282 дворах проживало 730 человек. В селе действуют средняя общеобразовательная школа, детский сад, Дом культуры, сельская библиотека-филиал № 24, отделение почты, фельдшерско-акушерский пункт.

## География
Черново — село на востоке района, в степном Крыму, в верховье балки Чатырлык, высота центра села над уровнем моря — 39 м. Ближайшие населённые пункты — Свердловское в 2,5 км на юг и Войково в 3,5 км на запад. Расстояние до райцентра около 31 километра (по шоссе), ближайшая железнодорожная станция — Урожайная на линии Солёное Озеро — Севастополь — примерно 35 километров. Транспортное сообщение осуществляется по региональной автодороге 35Н-402 Войково — Черново — Свердловское (по украинской классификации — С-0-11017).

## История
Еврейское село Фрайдорф основано в предвоенные годы на территории еврейского национального Лариндорфского района (с 1944 года переименованного в Первомайский) и впервые встречается на двухкилометровой карте РККА 1942 года.
Вскоре после начала войны часть еврейского населения Крыма была эвакуирована, из оставшихся под оккупацией большинство расстреляны. С 25 июня 1946 года Фрайдорф в составе Крымской области РСФСР.
Указом Президиума Верховного Совета РСФСР от 18 мая 1948 года, Фрайдорф переименовали в Черново в честь погибшего в районе села лётчика Чернова. 26 апреля 1954 года Крымская область была передана из состава РСФСР в состав УССР. Время включения в Войковский сельсовет пока не выяснено: на 15 июня 1960 года село уже числилось в его составе. Восстановление села началось в 1957 году, в 1958 году открыта начальная школа. Указом Президиума Верховного Совета УССР «Об укрупнении сельских районов Крымской области», от 30 декабря 1962 года был упразднён Первомайский район и село присоединили к Красногвардейскому. 8 декабря 1966 года был восстановлен Первомайский район и село вернули в его состав. В 1969 году был образован совхоз имени Свердлова, с 1984 года Черново — центр сельсовета. По данным переписи 1989 года в селе проживало 993 человека. С 12 февраля 1991 года село в восстановленной Крымской АССР, 26 февраля 1992 года переименованной в Автономную Республику Крым. С 21 марта 2014 года в составе Крыма аннексировано Россией.